# مبنى وول وورث
مبنى وول وورث (بالإنجليزية: Woolworth Building)، هي برج أمريكي تقع في مانهاتن بمدينة نيويورك، بدأ البناء سنة 1910 وافتتحت بتاريخ 24 أبريل 1913 . 

وهو أعلى مبنى في العالم من سنة 1913 إلى 1930 ، وتكلفة بنائه تقدر بـ 13.5 مليون دولار أمريكي، ارتفاعه 241.4 متر (792 قدم) عدد المصاعد 34 مصعد، ويتكون من 57 طابقا.

## صور

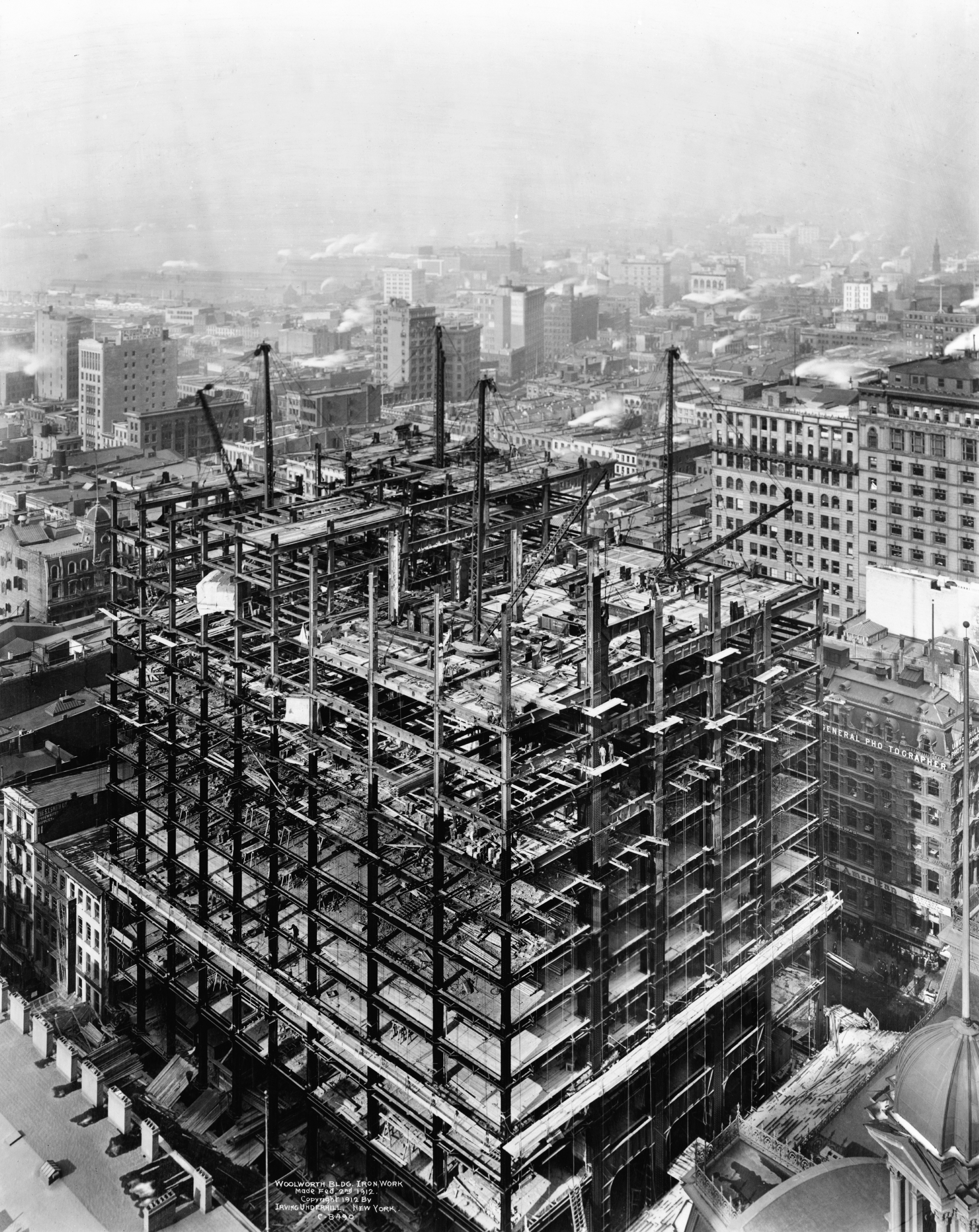
الإنشاء
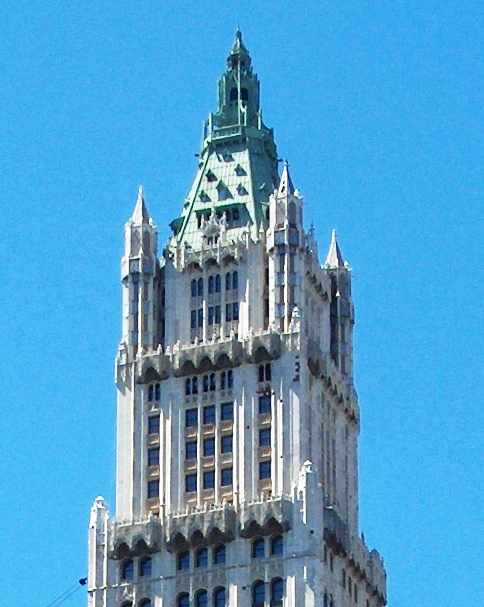
أعلى المبنى
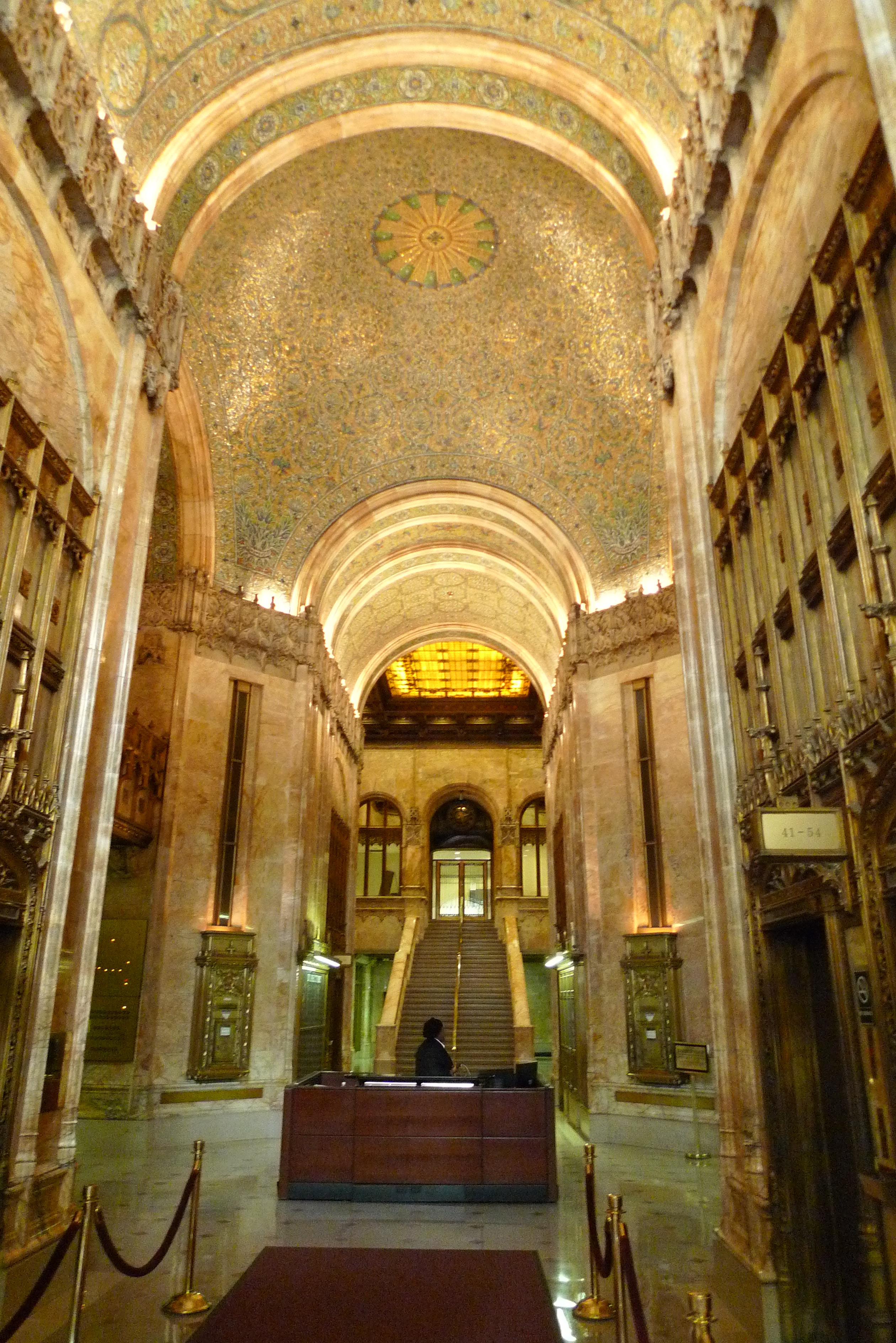
ردهة